# 劉戩
刘戬（1435年—1492年），字景元，號晋軒，江西安福縣人。明朝政治人物。

## 生平
景泰元年（1450年）隨祖母北迁山东。景泰七年（1456年）乡试中举，成化十一年（1475年），谢迁榜進士第二及第。授编修，成化二十三年（1487年）进侍讲。明孝宗弘治时，奉使交趾（今越南），交趾国王贈與犀牛角、象牙，均不受。歸來後升任谕德，次年去世。邹守益称道主戬：“砺行似周恭叔而益励于晚节，绥远似陆大中而无金以遗子孙。”著有《晋轩集》。